# 橫紋魣
橫紋魣為輻鰭魚綱鱸形目鯖亞目金梭魚科的其中一種，分布於東大西洋區，從茅利塔尼亞至納米比亞海域，棲息深度可達75公尺，體長可達205公分，棲息在沿海，會進入河口及潟湖，屬肉食性，以魚類、甲殼類為食，可做為食用魚，具利齒，易造成創傷。